# Ancyloscelis ursinus
Ancyloscelis ursinus är en biart som beskrevs av Alexander Henry Haliday 1836. Ancyloscelis ursinus ingår i släktet Ancyloscelis och familjen långtungebin. Inga underarter finns listade i Catalogue of Life.